# Paragyrodon sphaerosporus
Paragyrodon là một chi nấm thuộc họ Boletaceae (phân bộ Paxillineae). Là một chi đơn loài, nó chứa loài duy nhất Paragyrodon sphaerosporus.